# 썬OS

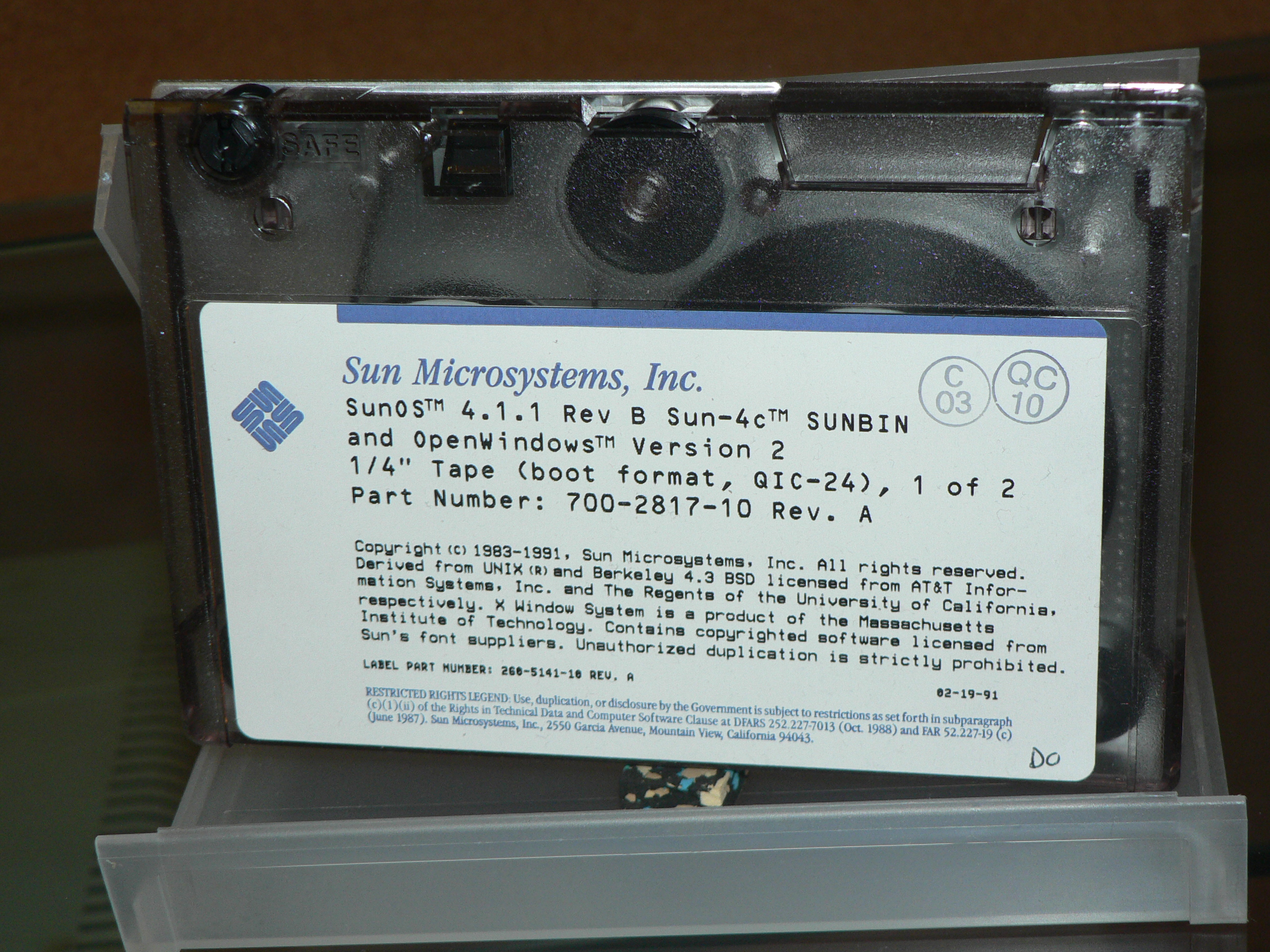
썬OS 4.1.1 테이프

썬OS(SunOS)는 유닉스 계열 운영 체제로, 썬 마이크로시스템즈사가 워크스테이션, 서버 컴퓨터 시스템을 위해 개발하였다. 썬OS라는 이름은 썬OS의 1.0 ~ 4.1.4 버전만을 가리키는 데 쓰인다. 이 버전들은 BSD 유닉스에 기반을 두고 있지만 썬OS 버전 5.0 이후부터는 유닉스 시스템 V 릴리즈 4에 기반을 두고 있으며 브랜드 이름 솔라리스 하에 출시되고 있다.
썬OS 4의 최신판은 1994년 11월에 출시된 SunOS 4.1.4이며, 버전 5대의 최신판은 1992년 6월에 출시된 SunOS 5.x이다.

## 썬OS와 솔라리스
| 썬OS 버전            | 솔라리스 버전   | 오픈윈도 버전 |
| -------------------- | --------------- | ------------- |
| 4.1.1 4.1.1B 4.1.1.1 | 1.0             | 2.0           |
| 4.1.2                | 1.0.1           | 2.0           |
| 4.1.3                | 1.1 SMCC 버전 A | 3.0           |
| 4.1.3C               | 1.1C            | 3.0           |
| 4.1.3_U1             | 1.1.1           | 3.0_U1        |
| 4.1.3_U1B            | 1.1.1B          | 3.0_U1B       |
| 4.1.4                | 1.1.2           | 3.0_414       |

## 같이 보기
- 유닉스 전쟁